# Samson Fox

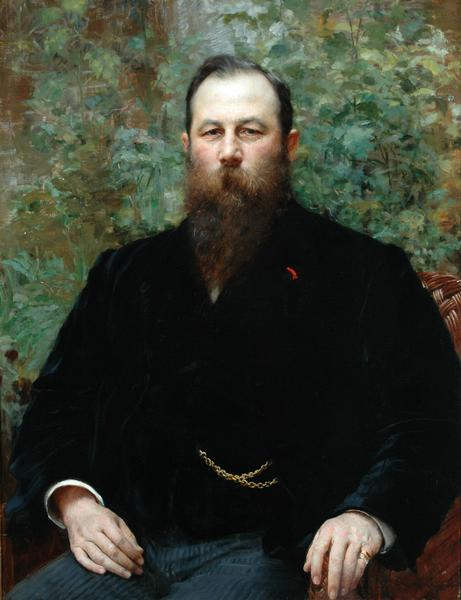
Samson Fox

Samson Fox (* 11. Juli 1838 in Bradford, West Yorkshire; † 24. Oktober 1903 in Walsall, West Midlands) war ein britischer Ingenieur, Industrieller und Philanthrop.
Er ist der Urgroßvater der Schauspieler Edward und James Fox.

## Biografie
Samson Fox wurde 1838 in Bradford als Sohn eines Webers geboren. Bereits im Alter von acht Jahren begann er in einer Textilfabrik zu arbeiten. Mit fünfzehn Jahren absolvierte er eine Lehre bei Smith, Beacock and Tannett, einem Werkzeug- und Gießereibetrieb in Leeds. In den 1860er Jahren gründete er gemeinsam mit seinem Bruder und einem Partner die Maschinenbaufirma Silver Cross Works und spezialisierte sich auf die Herstellung von Spezialwerkzeugen.
1874 gründete Fox die Leeds Forge Company, die sich auf die Produktion von Eisen für Lokomotiven und Schiffsmotoren spezialisierte. 1877 entwickelte und patentierte er das korrigierte Kesselrohr (Fox Corrugated), das durch seine gewellte Form die Wärmeübertragung und Stabilität von Dampfkesseln verbesserte. Diese Innovation fand breite Anwendung, unter anderem bei der britischen Admiralität und großen Dampfschifflinien.
Ab 1887 entwickelte Fox gepresste Stahlrahmen für Eisenbahnwaggons, die sich durch hohe Tragfähigkeit und Langlebigkeit auszeichneten. Seine Produkte wurden weltweit exportiert, unter anderem nach Argentinien, Belgien, Indien, Japan und Spanien. 1888 gründete er in Joliet, Illinois, die Fox Solid Pressed Steel Company, um den amerikanischen Markt zu bedienen.
Fox war Inhaber von über 150 Patenten, vor allem im Bereich der Dampfkessel- und Eisenbahntechnik. Für seine technischen Leistungen erhielt er zahlreiche Auszeichnungen, darunter die Howard-Goldmedaille der Society of Arts und die Aufnahme in die französische Ehrenlegion.

## Philanthropie
Neben seiner Tätigkeit als Industrieller engagierte sich Fox als Wohltäter. In Harrogate, wo er das Anwesen Grove House erwarb, stiftete er unter anderem die erste Dampffeuerspritze, baute eine Schule, förderte sozialen Wohnungsbau und ermöglichte eine frühe Straßenbeleuchtung mit Wasser-Gas. Besonders hervorzuheben ist seine großzügige Unterstützung des Royal College of Music in London, dessen Bau er mit einer Spende von 45.000 Pfund maßgeblich finanzierte.

## Politisches und öffentliches Wirken
Fox war von 1889 bis 1891 drei Jahre in Folge Bürgermeister von Harrogate. Er war zudem Friedensrichter (Justice of the Peace) in Leeds und Harrogate.

## Tod
Samson Fox starb 1903 während eines Wahlkampfs in Walsall. Sein Leben gilt als Beispiel für sozialen Aufstieg durch Erfindungsreichtum, Unternehmergeist und gemeinnütziges Engagement im viktorianischen England.